# Liège-Bastogne-Liège 1932
La 22e édition de Liège-Bastogne-Liège a eu lieu le 5 mai 1932 et a été remportée par le Belge Marcel Houyoux. 
Un groupe de douze hommes se présente à l'arrivée de cette vingt-deuxième édition de la Doyenne. Marcel Houyoux, qui avait été classé deuxième l'année précédente, remporte le sprint. L'Allemand Hermann Buse, vainqueur à Liège en 1930, termine à la quatrième place. Les coureurs arrivant entre la cinquième et la douzième place n'ont pu être classés. 45 coureurs étaient au départ et 34 à l'arrivée. 

## Classement
| n° | Coureur           | Équipe              | Temps           |
| -- | ----------------- | ------------------- | --------------- |
| 1  | Marcel Houyoux    | -                   | 6 h 32 min 02 s |
| 2  | Leopold Roosemont | -                   | m.t.            |
| 3  | Gérard Lambrechts | -                   | m.t.            |
| 4  | Hermann Buse      | Atala               | m.t.            |
| 5  | Cornelius Leemans | -                   | m.t.            |
|    | Achille Viane     | -                   | m.t.            |
|    | Eugène Gybels     | -                   | m.t.            |
|    | Alphons De Beule  | -                   | m.t.            |
|    | Kurt Stöpel       | Atala               | m.t.            |
|    | Georges Lemaire   | Wendels-Jenatzy     | m.t.            |
|    | Jozef Horemans    | Wonder              | m.t.            |
|    | Auguste Verdyck   | Alcyon-Dunlop-Armor | m.t.            |